# Rio Tennessee
O rio Tennessee (em inglês:  Tennessee River) ou Tenessi é o maior afluente do rio Ohio, e está localizado no sul dos Estados Unidos. Define um amplo vale no estado a que dá nome, o Tennessee. Tem aproximadamente 1050 km de comprimento mas com um dos seus afluentes, o rio Holston (de 441 km, incluindo a maior fonte, North Fork), alcança os 1490 km.
As tribos cherokee, creek e chickasaw ocuparam zonas ao longo do rio Tennessee. A primeira exploração registada do rio por europeus foi em 1540, quando a expedição de Hernando de Soto viajou da atual cidade de Chattanooga para Guntersville.

## Cidade banhadas
As mais importantes cidades nas margens do rio Tennessee são:
- Chattanooga (Tennessee)
- Decatur (Alabama)
- Florence (Alabama)
- Huntsville (Alabama)
- Knoxville (Tennessee)

## Imagens

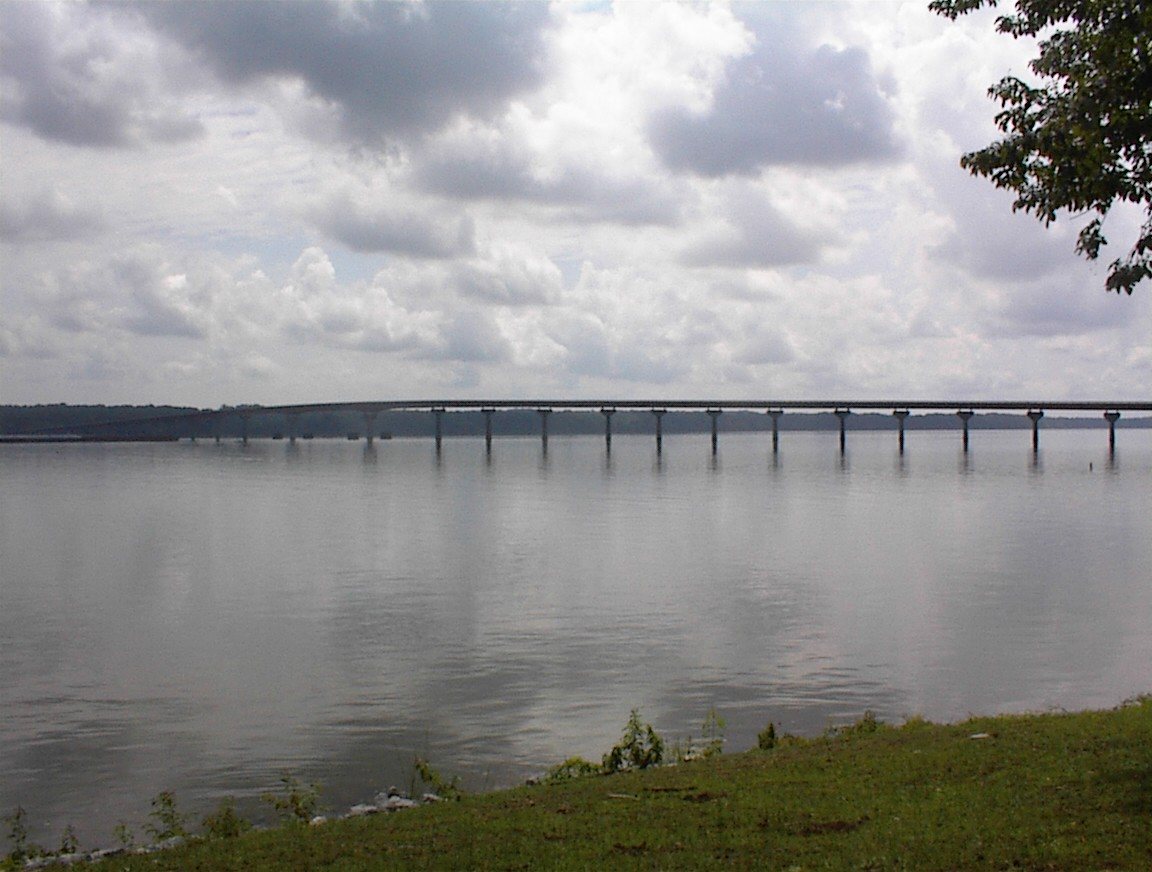
Ponte sobre o rio Tennessee
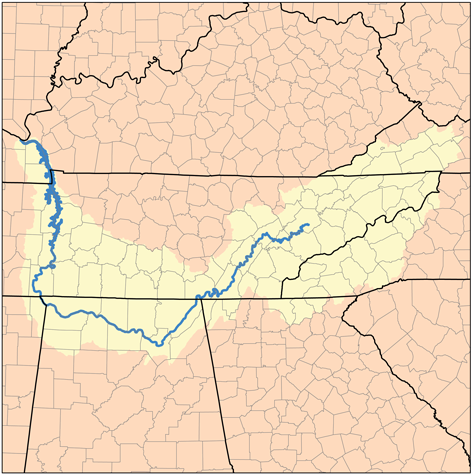
Percurso e bacia do rio Tennessee